# Euchlanis dactyliseta
Euchlanis dactyliseta är en hjuldjursart som beskrevs av Fusa Sudzuki H. 1998. Euchlanis dactyliseta ingår i släktet Euchlanis och familjen Euchlanidae. Inga underarter finns listade i Catalogue of Life.